# Cash on delivery
Cash on delivery (engl. Zahlung per Nachnahme) oder Und ewig rauschen die Gelder ist ein Theaterstück von Michael Cooney.

## Handlung
Eric Swans früherer Untermieter, Mr. Thompson, ist nach Kanada ausgewandert, doch er erhält immer noch Arbeitslosengeld. Dieses nutzt Eric Swan für sich selbst, da er kürzlich seinen Job verloren hat. Im Laufe der Zeit erfand er neue Menschen und Namen, um deren Sozialhilfe einzustreichen, was auch eine Weile gut geht, aber da ihm alles irgendwie über den Kopf wächst, beschließt er, einen nach dem anderen sterben zu lassen.
Eines Morgens kommt Mr. Jenkins vom Sozialamt und fordert eine Unterschrift von Mr. Thompson (der natürlich nicht mehr da ist). Dazu kommt noch, dass Erics Frau Linda einige Perücken, Stillbüstenhalter (und andere Gegenstände, die Eric von den Rezepten für seine erfundenen Untermieter abgeholt hat) findet und befürchtet, dass ihr Mann homosexuell ist. Als auch noch die Gemeindeschwester glaubt, Erics derzeitiger Untermieter, Norman Bassett (den Eric beim Sozialamt als arbeitslosen „tauben“ Klavierstimmer angegeben hat), sei sein eigener Sohn, dessen Vater an diesem Morgen gestorben sei, folgen eine Menge peinlicher Situationen und Verwechslungen.

## Deutsche Adaption
Am 19. November 2005 war die Komödie unter dem Titel Ewig rauschen die Gelder unter der Regie von René Heinersdorff erstmals auf Sat.1 im deutschen Fernsehen zu sehen. Mitwirkende waren u. a. Dorkas Kiefer, Janine Kunze, Hugo Egon Balder und Georg Uecker. Die Gesamtzuschauerzahl der Ausstrahlung um 20:15 Uhr betrug 1,86 Millionen bei einem Marktanteil von 6,0 Prozent. In der Gruppe der 14- bis 49-Jährigen sahen weniger als eine Million Zuschauer zu, der Marktanteil lag bei 8,0 Prozent.